# Münstermaifeld
Münstermaifeld település Németországban, Rajna-vidék-Pfalz tartományban. Lakosainak száma 3457 fő (2023. december 31.).

## Népesség
A település népességének változása:
| Lakosok száma | 2490 | 3508 | 3449 | 3432 | 3443 | 3457 |
|               | 1975 | 2017 | 2019 | 2021 | 2022 | 2023 |